# Hemiscyllium halmahera
Hemiscyllium halmahera  — акула з роду Hemiscyllium родини азійські котячі акули. Інші назві «еполетова акула Хальмахери», «ходяча акула».

## Опис
Загальна довжина досягає 70 см. Самці більші за самиць. Голова округлена. Тулуб циліндричний, видовжений. Має 4 довгі грудні та черевні плавці. Хвіст дуже довгий. Голова акули поміж очей до зябер, як і в інших представників цього роду, вкриті 25 плямочками, що нагадує каптур. З боків, над грудними плавцями, присутні подовжені плями на кшталт еполетів. Коричневий тулуб також вкрито 7-8 подовжніми темними плямами. На хвості присутні темні смуги.

## Спосіб життя
Полюбляє тропічні води, зустрічається біля коралових рифів. Це бентофаг, практично усе життя проводить на піщаному та кам'янистому дні. Активна вночі. Особливістю цієї акули є те, що за допомогою грудних та черевних плавців пересувається, «ходить», серед каміння, підкрадаючись таким чином до здобичі. Живеться дрібною рибою та безхребетними.

## Розповсюдження
Вперше виявлена біля островів Хальмахера та Тернате (Індонезія).